# Campionati africani di atletica leggera 2018 - 3000 metri siepi femminili
La specialità dei 3000 metri siepi femminili ai campionati africani di atletica leggera di Asaba 2018 si è svolta il 5 agosto allo Stadio Stephen Keshi.

## Risultati
| Class   | Atleta              | Nazione   | Tempo    | Note                  |
| ------- | ------------------- | --------- | -------- | --------------------- |
| Oro     | Beatrice Chepkoech  | Kenya     | 8:59.88  | Record dei campionati |
| Argento | Celliphine Chespol  | Kenya     | 9:09.61  |                       |
| Bronzo  | Fancy Cherono       | Kenya     | 9:23.92  |                       |
| 4       | Weynshet Ansa       | Etiopia   | 9:27.03  |                       |
| 5       | Peruth Chemutai     | Uganda    | 9:45.42  |                       |
| 6       | Ethlemahu Sintayehu | Etiopia   | 9:53.18  |                       |
| 7       | Agrie Belachew      | Etiopia   | 10:32.88 |                       |
| N.D.    | Cherise Sims        | Sudafrica | ??:??.?? |                       |